# Jean-Baptiste Colbert (markiz de Seignelay)
Jean-Baptiste Colbert, markiz de Seignelay (ur. 1 listopada 1651, zm. 3 listopada 1690) – francuski polityk, jego ojcem był słynny minister Ludwika XIV Jean-Baptiste Colbert (zm. 1683). Dzięki naukom i poparciu ojca został ministrem marynarki Ludwika XIV. Jego śmierć w wieku 39 lat miała oznaczać osłabienie zainteresowania Francji rywalizacją o panowanie na morzach z Anglią, gdyż jego następca Pontchartrain nie uważał, aby opanowanie mórz mogło przynieść Francji korzyści.